# Bruno Leyes
Bruno Javier Leyes Sosa, noto semplicemente come Bruno Leyes (Mendoza, 30 ottobre 2001), è un calciatore argentino, centrocampista del Tigre in prestito dal Godoy Cruz.

## Caratteristiche tecniche
È un centrocampista difensivo.

## Carriera
Cresciuto nel settore giovanile del Godoy Cruz, debutta in prima squadra il 20 luglio 2021 in occasione dell'incontro di Primera División vinto 2-1 contro il Rosario Central.

## Statistiche

### Presenze e reti nei club
Statistiche aggiornate al 20 luglio 2025.
| Stagione          | Squadra           | Campionato        | Campionato | Campionato | Coppe nazionali | Coppe nazionali | Coppe nazionali | Coppe continentali | Coppe continentali | Coppe continentali | Altre coppe | Altre coppe | Altre coppe | Totale | Totale |
| Stagione          | Squadra           | Comp              | Pres       | Reti       | Comp            | Pres            | Reti            | Comp               | Pres               | Reti               | Comp        | Pres        | Reti        | Pres   | Reti   |
| ----------------- | ----------------- | ----------------- | ---------- | ---------- | --------------- | --------------- | --------------- | ------------------ | ------------------ | ------------------ | ----------- | ----------- | ----------- | ------ | ------ |
| 2021              | Godoy Cruz        | PD                | 17         | 1          | CA+CdL          | 3+0             | 0               | -                  | -                  | -                  | -           | -           | -           | 20     | 1      |
| 2022              | Godoy Cruz        | PD                | 7          | 0          | CA+CdL          | 3+9             | 0               | -                  | -                  | -                  | -           | -           | -           | 19     | 0      |
| 2023              | Godoy Cruz        | PD                | 20         | 0          | CA+CdL          | 2+15            | 0               | -                  | -                  | -                  | -           | -           | -           | 37     | 0      |
| 2024              | Godoy Cruz        | PD                | 23         | 0          | CA+CdL          | 3+11            | 0               | CL                 | 1                  | 0                  | -           | -           | -           | 38     | 0      |
| 2025              | Godoy Cruz        | PD                | 13         | 0          | CA              | 0               | 0               | CS                 | 5                  | 0                  | -           | -           | -           | 18     | 0      |
| Totale Godoy Cruz | Totale Godoy Cruz | Totale Godoy Cruz | 80         | 1          |                 | 46              | 0               |                    | 6                  | 0                  |             | -           | -           | 132    | 1      |
| 2025              | Tigre             | PD                | 2          | 0          | CA              | -               | -               | -                  | -                  | -                  | -           | -           | -           | 2      | 0      |
| Totale carriera   | Totale carriera   | Totale carriera   | 82         | 1          |                 | 46              | 0               |                    | 6                  | 0                  |             | -           | -           | 134    | 1      |